# Fort Altona

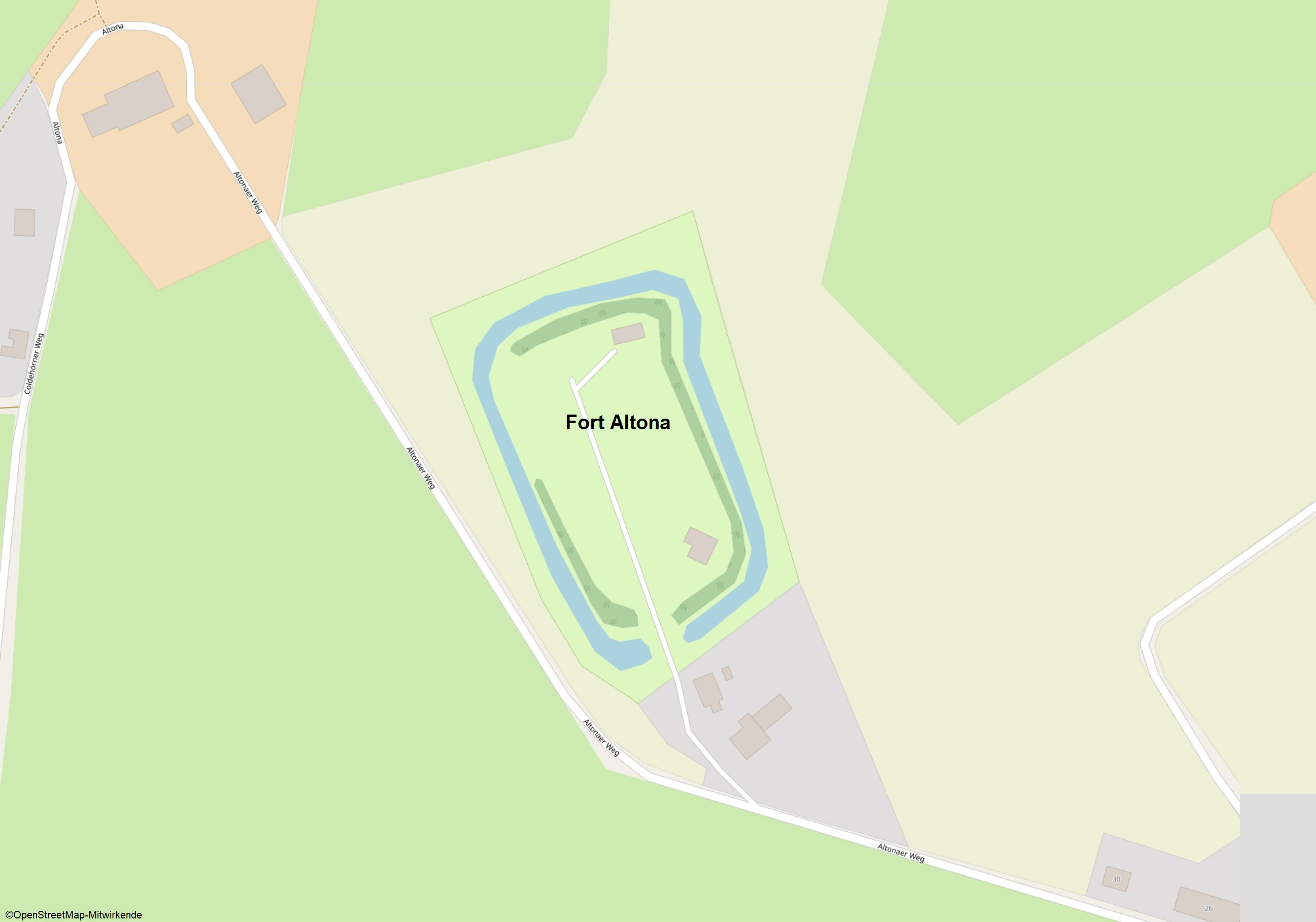
Lage von Fort Altona

Das Fort Altona war Bestandteil des Festungsplans Wilhelmshaven. Das Außenfort befindet sich nördlich von Fort Rüstersiel.

## Lage und Aufbau

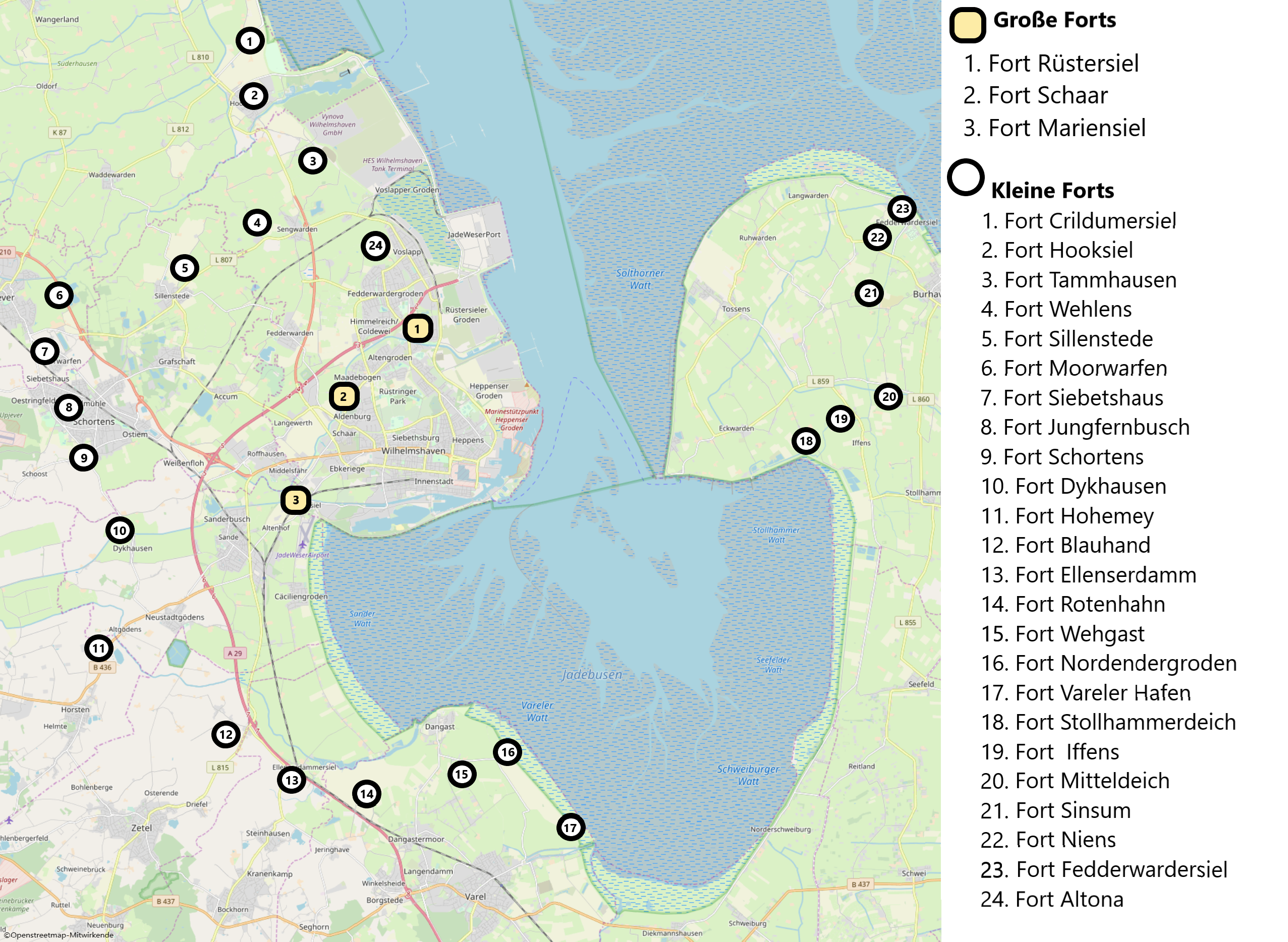
Position der Forts zum Schutz Wilhelmshavens.

Das Fort wurde als geschlossene Lünette errichtet. Die Anlage war für zwei Züge Infanterie (~80 Mann) ausgelegt. Es hat einen nahezu rechteckigen Grundriss. Es ist von einem Wall mit einer Höhe von 2,5 bis 4 Metern und einer etwa 12 Meter breiten Graft umgeben. Im Süden befindet sich ein Zugang. Das Fort Altona war mit dem Fort Rüstersiel über die Möwenstraße verbunden, auf der östlichen Seite der Straße verlief ein Schmalspurgleis.

## Geschichte

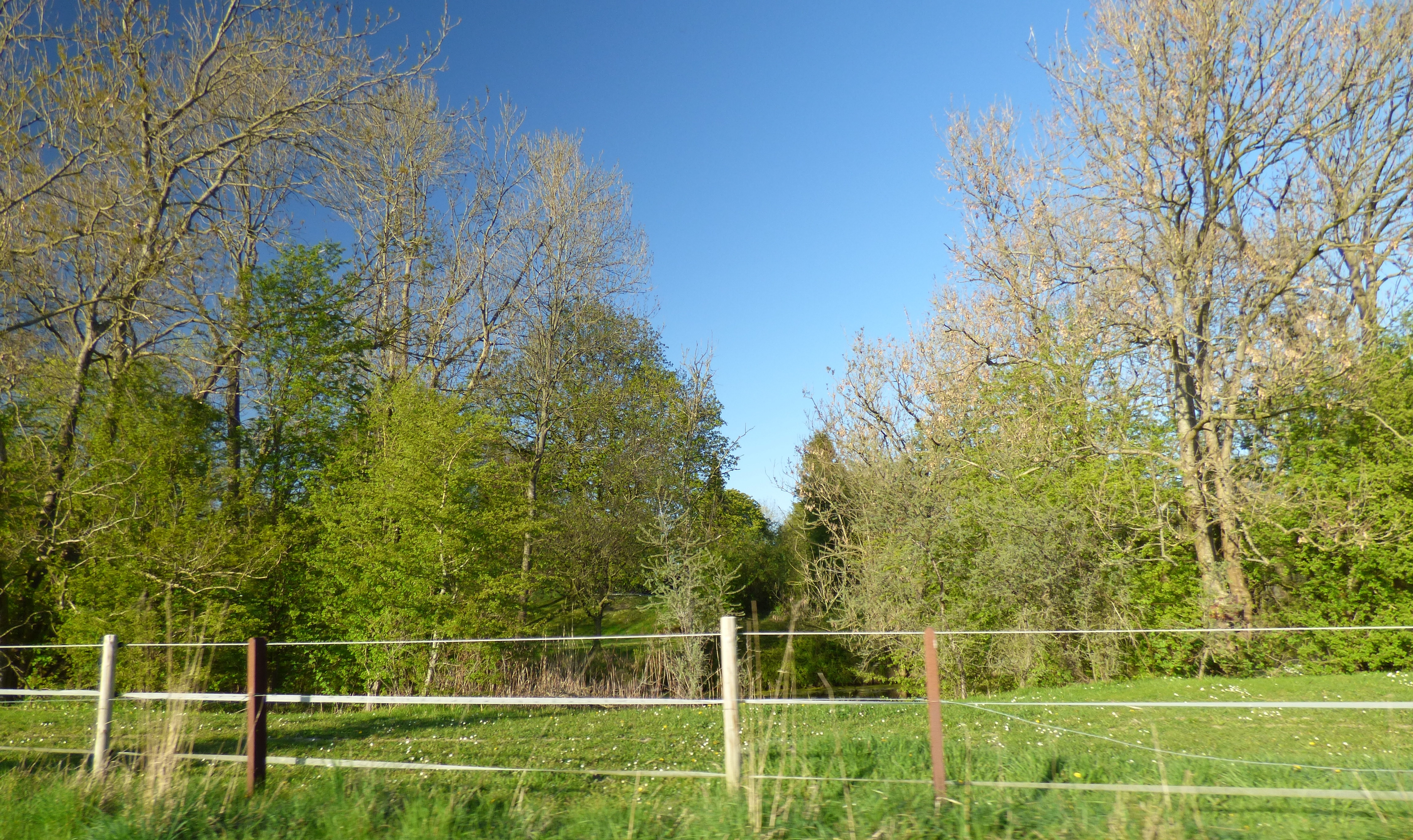
Fort Altona von Südwesten, die Anlage ist von einem dichten Baumbestand umgeben.

Das Außenfort Altona war Bestandteil der Festung Wilhelmshaven. Es sollte Angriffe von der Landseite nach Wilhelmshaven abwehren und war als Haubitzenbatterie konzipiert. Das Außenfort Altona wurde 1902/03 errichtet.
Hier wurde in den 1920er Jahren eine Funksendestelle von der Reichsmarine eingerichtet. Heute wird das Gelände als Campingplatz genutzt.

## Bewaffnung
Im Jahr 1903 verfügte die Haubitzenbatterie Altona über vier 28-cm Haubitzen, die auf Bettungen aufgestellt waren. Sie waren in einer graden Line entlang des Wassers gebaut. Die Bettungen wurden durch Volltraversen aus Erde und aus Hohltraversen aus Beton voneinander getrennt.

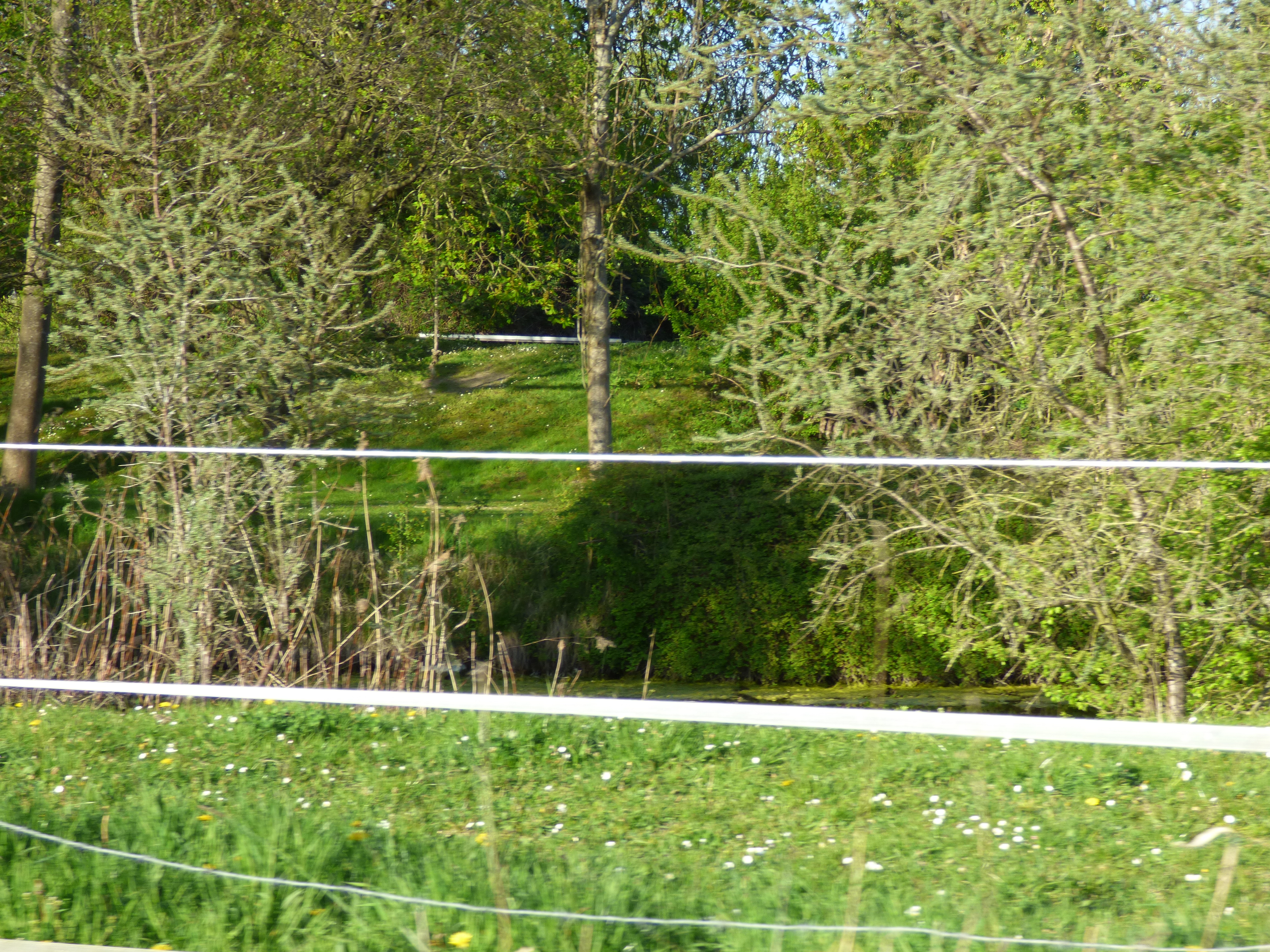
Fort Altona von Südwesten, im Vordergrund die Graft, dahinter der Wall der Anlage